# Ryvingen
Der Ryvingen ist ein felsiger und 2483 m hoher Berg im ostantarktischen Königin-Maud-Land. Im südlichen Teil des Borg-Massivs ragt er 5 km westsüdwestlich des Bråpiggen auf.
Norwegische Kartographen, die ihn auch benannten, kartierten ihn anhand von Luftaufnahmen und Vermessungen der Norwegisch-Britisch-Schwedischen Antarktisexpedition (1949–1952).